# Starzynka (rejon mostowski)
Starzynka (hist. również Starzynki) – nieistniejący folwark na Białorusi, w miejscu, które znajduje się w rejonie mostowskim obwodu grodzieńskiego, około 1 km na wschód od Mikielewszczyzny.

## Historia majątku
Majątek Starzynki – według przekazów rodzinnych – był własnością rodziny Buttowt-Andrzejkowiczów „od czasów pogańskich”. Do 1931 roku właścicielem dóbr był Michał Buttowt-Andrzejkowicz. Po jego śmierci Starzynki przeszły na własność jego córki Jadwigi i jej męża Konrada Mackiewicza, którzy byli właścicielami majątku do 1939 roku.
Po III rozbiorze Polski w 1795 roku tereny te, wcześniej należące do województwa trockiego Rzeczypospolitej, znalazły się na terenie guberni grodzieńskiej Imperium Rosyjskiego. Po ustabilizowaniu się granicy polsko-radzieckiej w 1921 roku Starzynka wróciła do Polski, znalazła się w gminie Mosty w powiecie grodzieńskim województwa białostockiego. Od 1945 roku – w ZSRR, od 1991 roku – na terenie Republiki Białorusi. 

## Dawny dwór
Prawdopodobnie w drugiej połowie XVIII wieku zbudowano tu drewniany, parterowy, dziewięcioosiowy dwór przykryty bardzo wysokim, gładkim, czterospadowym dachem gontowym. Od strony podjazdu miał czterokolumnowy portyk w porządku toskańskim, zwieńczony wielkim trójkątnym szczytem. W centrum tego trójkąta widniał owalny wieniec z herbem Andrzejkowiczów. Pod portykiem był taras, na który prowadziło kilka stopni.
Do 1914 roku dwór był urządzony zabytkowymi meblami i pamiątkami rodzinnymi. 
Obok, po lewej stronie kolistego gazonu, stała oficyna o podobnym stylu, z portykiem z dwiema parami kolumienek. 
Oba budynki otaczał kilkuhektarowy park krajobrazowy o zróżnicowanym drzewostanie: stare kasztany, lipy, klony i świerki.
Majątek w Starzynkach, po którym nic nie pozostało, został opisany w 3. tomie Dziejów rezydencji na dawnych kresach Rzeczypospolitej Romana Aftanazego.